# Xiao Zhi
Xiao Zhi (en chino: 肖智; pinyin: Xiào Zhì; Luoyang, Henan, 28 de mayo de 1985) es un exfutbolista chino que jugaba en las posiciones de delantero y centrocampista.

## Selección nacional
Debutó con China el 7 de junio de 2017 en una victoria por 8-1 ante Filipinas, donde también anotó su primer gol el cual era el momentáneo 2-0. También jugó en la Copa Asiática 2019 donde anotó un gol en la victoria por 2-1 ante Tailandia.

## Clubes
| Club                       | País  | Año       |
| -------------------------- | ----- | --------- |
| Nanjing Yoyo               | China | 2003-2006 |
| Henan Jianye               | China | 2007-2015 |
| Guangzhou R&F              | China | 2016-2019 |
| Tianjin Teda               | China | 2020      |
| Hebei Zhuoao               | China | 2021      |
| Qingdao Hainiu             | China | 2021-2023 |
| Guangzhou E-Power          | China | 2023-2024 |
| Chongqing Chunlei (cedido) | China | 2023      |

## Palmarés

### Títulos nacionales
| Título             | Club         | País  | Año  |
| ------------------ | ------------ | ----- | ---- |
| Primera Liga China | Henan Jianye | China | 2013 |